# Villa Dora
Villa Dora è una residenza storica del XVII secolo. Situata nel centro di San Giorgio di Nogaro, è dal 2002 sede della biblioteca.   
Nell'attuale complesso si possono leggere, come in una sorta di palinsesto, le successive trasformazioni che ne hanno scandito nel corso della storia le diverse funzioni.  

## Storia

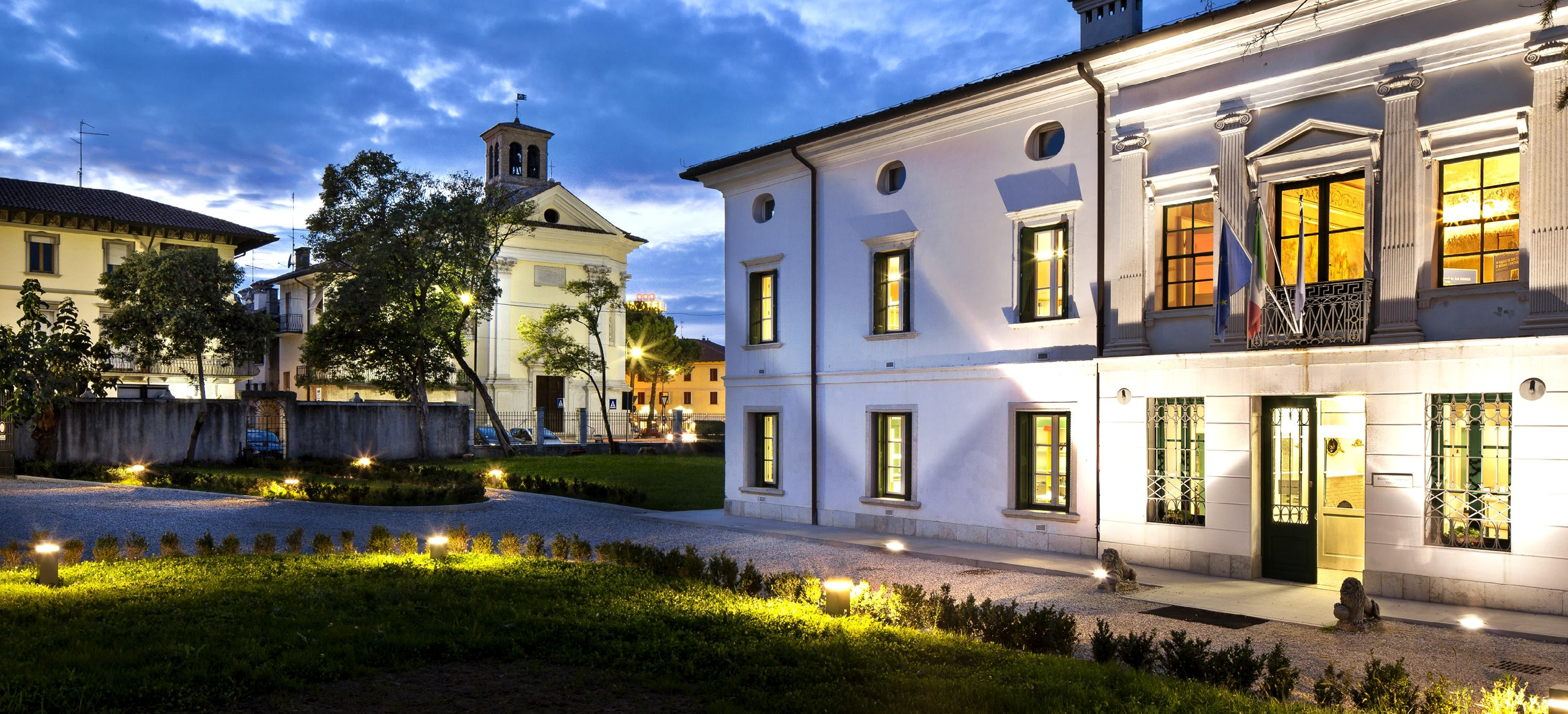
Villa Dora

Nata come tipica villa rustica friulana alla fine del XVII secolo (come risulta da antiche mappe conservate presso l'archivio storico di Gorizia), era di proprietà della famiglia dei conti Novelli. Costituita a nord da un corpo signorile addossato al muro di cinta con scala esterna e perse via via nel tempo il carattere produttivo originario, strettamente legato all'attività agricola, per assumere funzioni di rappresentanza e di residenza dei Novelli. Il corpo padronale venne staccato dal muro di cinta, alcune delle arcate al piano terra furono tamponate, i piani vennero messi in comunicazione da uno scalone interno. Al cortile d'onore collocato a est fece da contrappunto, posteriormente all'edificio, una corte rustica. Il tutto nel tentativo di riecheggiare l'impianto tipologico classico di "villa veneta", con corpo centrale e braccia laterali.
La trasformazione della struttura riflesse in modo speculare il progressivo elevarsi del ruolo socio-economico dei proprietari Novelli che per grazia dell'imperatore Leopoldo I d'Asburgo furono insigniti nel 1679 del titolo di liberi baroni e nel 1694 di conti del Sacro Romano Impero. Grazie al progressivo elevarsi del ruolo, persino l'orientamento della facciata principale della chiesa antistante ne vide le conseguenze; infatti la stessa venne ruotata completamente, quasi a guardare la villa, come gesto simbolico e di omaggio. La villa col passare del tempo, diventò elemento caratterizzante della trama dell'abitato.
Verso la prima metà dell'Ottocento la villa e il suo complesso fu ereditata da Ferdinando del fu Massimiliano Andriani dalla famiglia dei baroni Andriani-Warburg, per linea ereditaria femminile (la madre era la contessa Antonia Novelli). Nel corso di quel secolo la villa conobbe un nuovo aspetto: la facciata venne restaurata e acquisì forme neoclassiche, al suo interno si arricchì con decorazioni a tempera. ll fiume Corno per volontà dei baroni Andriani-Warburg, venne fatto entrare nell'abitato della villa attraverso un viale di carpini che si snodava in un ampio parco di essenze arboree e di giochi d'acqua.

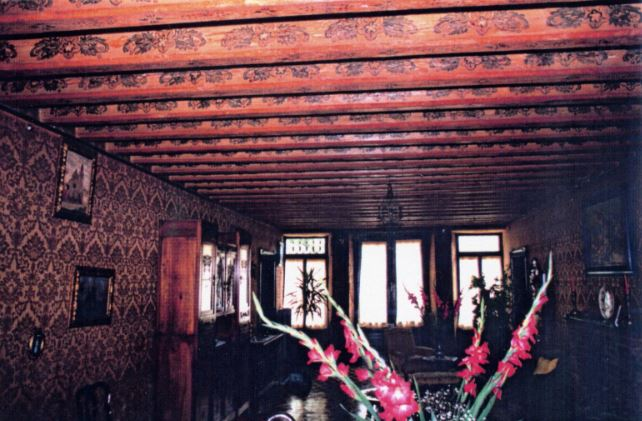
Particolare della travatura alla sansovino

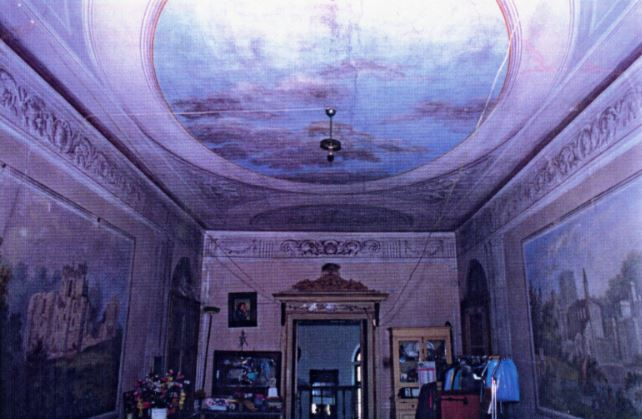
Particolare delle volte decorate di uno dei saloni di rappresentanza

Fin dai primi decenni di questo secolo la villa era conclusa da corpi rustici che chiudevano la corte anteriore e che ancora sussistono, senza continuità, solamente sul lato opposto. La maestosità del parco che un tempo si sviluppava verso il fiume Corno (attualmente interrotto ed in gran parte distrutto da un asse stradale in rilevato) si intuisce dai pochi elementi sopravvissuti in questi anni, quale il viale di carpini e un gruppo di tuie.
Tra la fine dell'Ottocento e l'inizio del Novecento il complesso divenne proprietà della famiglia dell'ammiraglio Canciani. Durante la prima guerra mondiale ospitò a lungo Elena d’Orleans duchessa d’Aosta, attivamente presente nelle retrovie del fronte per organizzare e sostenere la nascente organizzazione femminile della Croce Rossa Italiana.
All'interno la villa conserva nella parte centrale traccia dell'originale decorazione seicentesca, testimoniata dalla travatura alla sansovino con motivi a rosette della sala a destra dell'ingresso principale e le decorazioni parietali del salone di rappresentanza del piano nobile, di gusto tardo romantico.
Negli anni 1990, la villa venne acquistata dell'amministrazione comunale di San Giorgio di Nogaro, che ristrutturò l'edificio per farne la nuova biblioteca del paese.

## Proprietari e ospiti di Villa Dora
- Domenico Novelli Conte del Sacro Romano Impero
- Francesco Novelli Conte del Sacro Romano Impero
- Stefano Novelli Conte del Sacro Romano Impero
- Antonia Novelli Contessa del Sacro Romano Impero
- Ferdinando fu Massimiliano Andriani Barone del Regno di Baviera
- Ammiraglio Ciro Canciani Ufficiale del Genio Navale e Medaglia d’Argento
- Elena d'Orléans Duchessa d'Aosta